# Juan Armet
Juan Armet de Castellví, auf Katalanisch Joan Armet de Castellví, (* 30. Juni 1895 in Terrassa; † 5. Oktober 1956 in Madrid) war ein spanischer Fußballspieler und -trainer.

## Karriere als Spieler
Sein Debüt als professioneller Fußballspieler gab Juan Armet 1911 beim Universitary SC. Nach fünf Spielzeiten ging er 1916 zu Espanyol Barcelona, wechselte aber nach nur einem Jahr zum FC Sevilla. Dort blieb er zehn Jahre und beendete 1927 seine Karriere als Spieler.

## Karriere als Trainer
Bereits als Spieler beim FC Sevilla begann er 1920 seine Laufbahn als Trainer, indem er parallel den FC Valencia während einer Saison betreute. Nachdem er seine Karriere als Spieler 1927 beim FC Sevilla beendet hatte, leitete er drei Jahre lang die Geschicke des Stadtrivalen Betis Sevilla. Nach diesem Engagement wurde er erst wieder 1934 für ein Jahr Trainer des FC Cádiz. 1940 wurde er von Real Murcia verpflichtet, von wo er nach nur einem Jahr den Sprung in die Hauptstadt zu Real Madrid schaffte. Dort blieb er bis 1943 und beendete nach einer Saison beim CE Sabadell 1944 seine Trainerlaufbahn.